# Escola de Museologia da Universidade Federal do Estado do Rio de Janeiro
A Escola de Museologia é uma das escolas do Centro de Ciências Humanas da Universidade Federal do Estado do Rio de Janeiro. O curso de museologia existe desde 1932 oriundo do Museu Histórico Nacional, assim como as escolas de biblioteconomia e arquivologia são oriundas respectivamente da Biblioteca Nacional e do Arquivo Nacional. É o único curso no âmbito do estado.

## Núcleos e laboratórios
- Sala de Exposições Curriculares
- Núcleo de Preservação e Conservação Violeta Cheniaüx (NUPRECON)
- Laboratório de Desenvolvimento de Exposições (LADEX)
- «Núcleo de Estudos e Pesquisas em Museologia, Patrimônio e Turismo (NUCLEM)»
- «Núcleo de Memória da Museologia (NUMMUS)/ Memória da Museologia no Brasil»

## Publicações
- «Revista Museologia e Patrimônio»

## Ex-diretores
- Prof. Dr. Ivan Coelho de Sá (2005-2013)
- Profa. Gabriella Pestana de Aguiar Pantigoso (2001-2005)
- Prof. Dr. José Mauro Matheus Loureiro (2000-2001)
- Profa. Dra. Tereza Cristina Moletta Scheiner (1994-2000)
- Prof.Dr. Mário de Souza Chagas (1992-1994)
- Profa. Terezinha Maria Lamego de Moraes Sarmento (1991-1992)
- Profa. Therezinha Maria Lamengo de Moraes Sarmento (1988-1991)
- Profa. Dulce Cardozo Ludolf (1985-1988)
- Dr. Diógenes Vianna Guerra (1977-1985)
- Profa.Anna Barraffato (1974-1977)
- Prof.Lauryston Gomes Pereira Guerra (1971-1974)
- Profa.Anna Barraffato (1974-1977)
- Prof.Lauryston Gomes Pereira Guerra (1971-1974)
- Prof. Affonso Celso Villela de Carvalho (1968-1971)
- Dr. Diógenes Vianna Guerra (1968)
- Profa. Sigrid Porto de Barros (1967-1968)
- Profa. Nair de Moraes Carvalho (1944-1967)
- Prof.Gerardo Brito Raposo da Câmara (1971-1985)
- Prof.Gerardo Brito Raposo da Câmara (1971-1985)
- Cmte. Léo Fonseca e Silva (1970-1971)
- Dr. Josué de Souza Montello (1959-1967)
- Dr. Gustavo Dodt Barroso (1932-1959)
- Dr. Rodolfo Augusto de Amorim Garcia (1930-1932)

## Cursos
- Bacharelado em Museologia
- Mestrado em Museologia e Patrimônio
- Doutorado em Museologia e Patrimônio